# Tampa Bay Mutiny
El Tampa Bay Mutiny fue un equipo profesional de fútbol de Estados Unidos situado en Tampa (Florida). Compitió en la Major League Soccer desde 1996 hasta 2001. 

## Historia
Tampa Bay fue fundada en 1995 como una de las 10 franquicias debutantes en la temporada inaugural de la Major League Soccer (MLS). Una de las razones por las que se estableció en el área metropolitana de la Bahía de Tampa fue que la zona ya contó con un club profesional, Tampa Bay Rowdies, en la extinta North American Soccer League. La MLS se encargó de gestionarla junto con dos franquicias más, Dallas Burn y San Jose Clash, con el objetivo de venderla lo antes posible a un inversor local. 
Para la temporada 1996 se fichó a jugadores experimentados como Carlos Valderrama, Roy Lassiter, Martín Vásquez y Steve Ralston. El equipo obtuvo el MLS Supporters' Shield como campeón de la temporada regular, pero en el play-off por el título fue derrotado por el D.C. United en las finales de conferencia. Las actuaciones fueron más discretas en años sucesivos. Si bien clasificó para las fases finales en 1997, 1999 y 2000, nunca llegó a la final. En su última temporada, en 2001, fue el último posicionado tanto en la Conferencia del Este este como en la tabla general.
La franquicia terminó fracasando por los malos resultados y su falta de rentabilidad, con pérdidas de dos millones de dólares por temporada. En el último momento la MLS trató de vendérsela a la familia Glazer, propietaria de Tampa Bay Buccaneers, pero las conversaciones no prosperaron. Finalmente, en la temporada 2002 se redujo el número de participantes de 12 a 10 equipos. Y tanto Miami Fusion como Tampa Bay, ambas del estado de Florida, dejaron de existir.

## Estadio

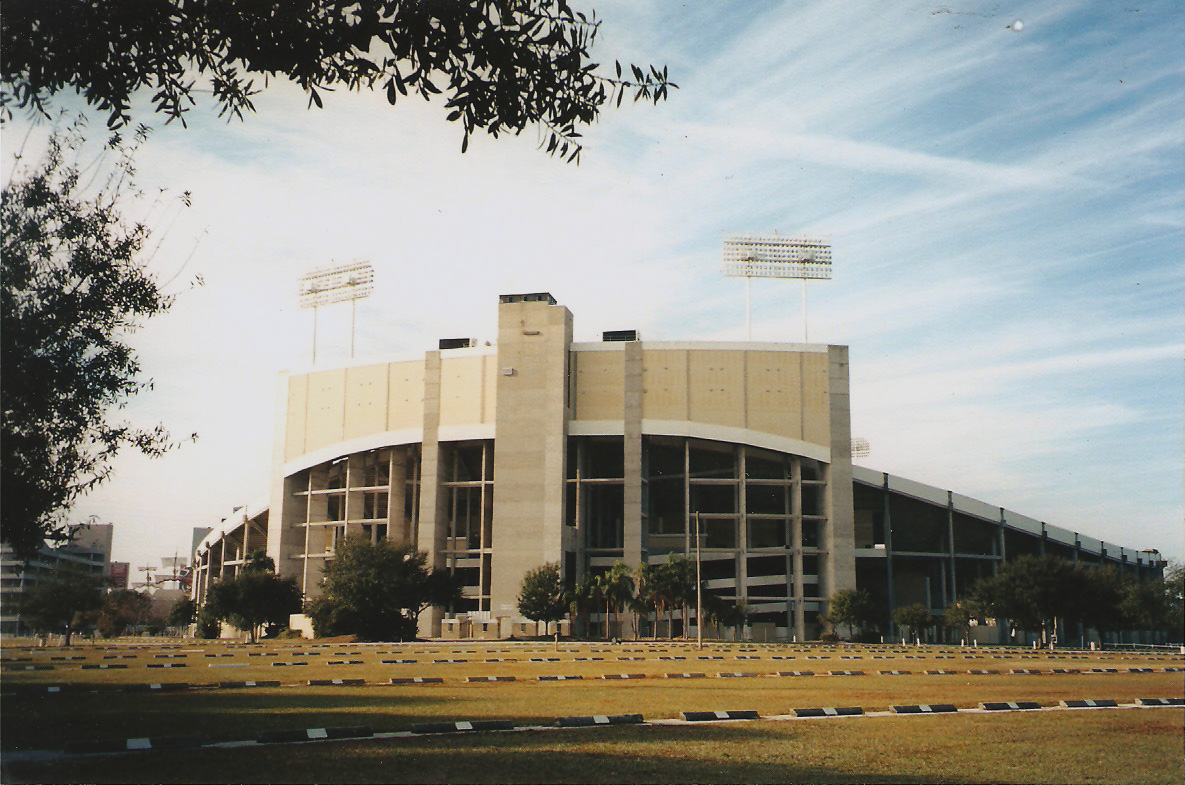
Estadio Houlihan's Stadium

El club ejercía la localía en el Houlihan's Stadium en los años de 1996 a 1998 y trasladando al  Raymond James Stadium desde 1999 a 2001, que cuenta con una capacidad para 65.857 espectadores.
- Houlihan's Stadium (1996-1998)
- Raymond James Stadium (1999-2001)

## Estadísticas
- Temporadas en la Major League Soccer: 6
- Mayor goleada conseguida: 5-1 contra New England Revolution (1999) y contra Columbus Crew (2000)
- Mayor goleada en contra: 1-6 contra Los Angeles Galaxy (1997) y contra Columbus Crew (2001)
- Mejor puesto en la liga: 1º en la Conferencia Este (1996)
- Peor puesto en la liga: 5º en la Conferencia Este (1998)
- Máximo goleador:  Roy Lassiter (37)
- Portero menos goleado:  Scott Garlick
- Más partidos disputados:  Steve Ralston (177)
- Primer partido: Tampa Bay Mutiny 3-2 New England Revolution (13 de abril de 1996).
- Último partido: Tampa Bay Mutiny 1-2 Columbus Crew (4 de septiembre de 2001).

### Plantilla de 1996

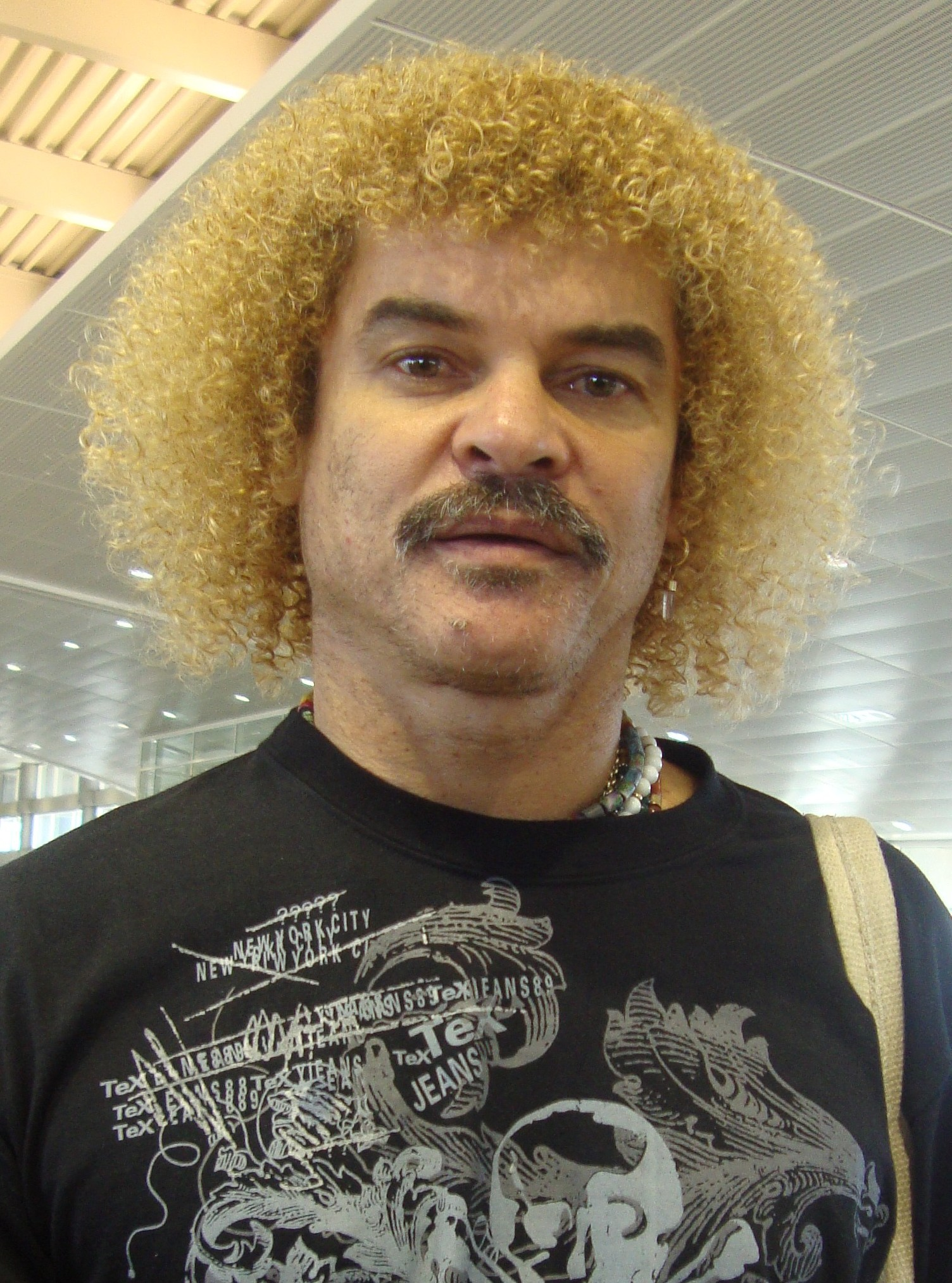
Carlos Valderrama fue uno de los jugadores destacados en el club.

## Entrenadores
- Thomas Rongen (1996)
- John Kowalski (1997-1998)
- Tim Hankinson (1998-2000)
- Alfonso Mondelo (2001)
- Perry Van der Beck (2001)

## Promedio de asistencia
| Temporada | Asistencia |
| --------- | ---------- |
| 1996      | 11.679     |
| 1997      | 11.333     |
| 1998      | 10.312     |
| 1999      | 13.106     |
| 2000      | 9.452      |
| 2001      | 10.479     |
| Total:    | 11.060     |

## Palmarés

### Torneos nacionales
- MLS Supporters' Shield (1): 1996.
- Conferencia del Este de la MLS: 
  - Temporada regular (1): 1996.